# Frankenstraße 51 (Stralsund)
Das Haus mit der postalischen Adresse Frankenstraße 51 ist ein unter Denkmalschutz stehendes Gebäude in der Frankenstraße in Stralsund.

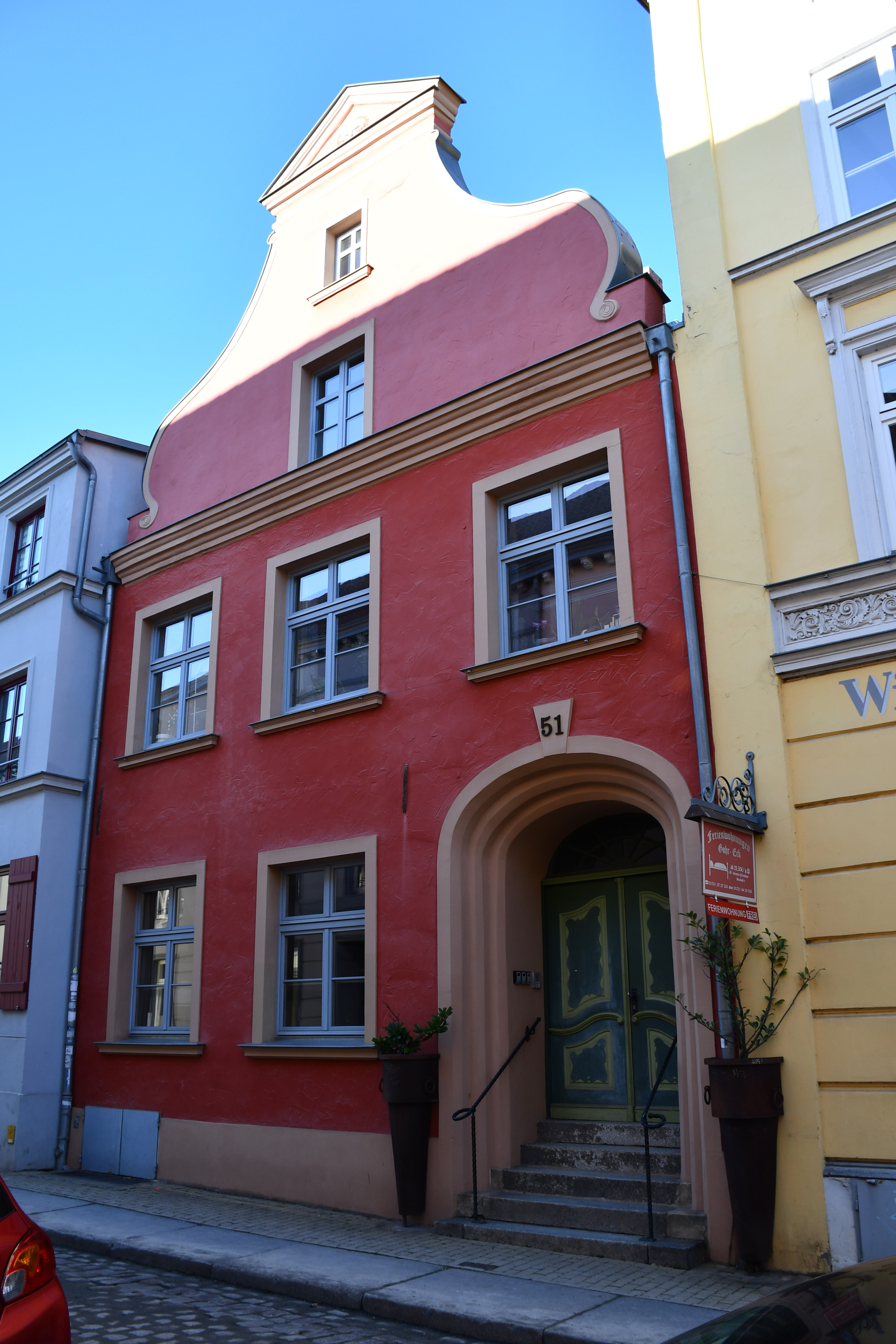
Das Haus Frankenstraße 51 Stralsund (2023)

Das zweigeschossige und dreiachsige Giebelhaus wurde in der zweiten Hälfte des 18. Jahrhunderts errichtet; der Kern ist jedoch weit älter. Die im Jahr 1964 erneuerte Fassade weist einen Schweifgiebel mit Dreieckaufsatz auf; in diesen ist ein Stuckrelief mit der Taube des Hl. Geistes ausgeführt. Eine zweiflügelige Rokoko-Haustür ist in eine tiefe, korbbogige Portalnische eingefügt.
Ende des Jahres 1933 hatte hier Pepi Schnauzer eine Altwarenhandlung für Textilien und Schuhe eröffnet.
Das Haus liegt im Kerngebiet des von der UNESCO als Weltkulturerbe anerkannten Stadtgebietes des Kulturgutes „Historische Altstädte Stralsund und Wismar“. In die Liste der Baudenkmale in Stralsund aus dem Jahr 1997 ist es mit der Nummer 246 eingetragen.
In den Gehweg vor dem Haus sind drei Stolpersteine eingelassen, die an die ehemaligen Bewohner Jakob, Julius und Pepi Schnauzer erinnern  (siehe dazu Liste der Stolpersteine in Stralsund).